# Présomption d'innocence en droit français
Pour un article plus général, voir Présomption d'innocence.
 (novembre 2019).
Si vous disposez d'ouvrages ou d'articles de référence ou si vous connaissez des sites web de qualité traitant du thème abordé ici, merci de compléter l'article en donnant les références utiles à sa vérifiabilité et en les liant à la section « Notes et références ».
La présomption d'innocence en droit français est un principe juridique de droit pénal qui est affirmé dans plusieurs dispositions législatives. Il garantit que toute personne suspectée ou poursuivie par la justice est présumée innocente tant que sa culpabilité n'a pas été établie. 

## Textes législatifs
Il est affirmé par l'article 9 de la Déclaration des droits de l'homme et du citoyen du 26 août 1789 (auquel fait référence le préambule de la constitution actuelle et a donc une valeur constitutionnelle) :

« tout homme étant présumé innocent jusqu'à ce qu'il ait été déclaré coupable […] »

Il est décliné dans l'article préliminaire du code de procédure pénale (CPP) :

« III. - Toute personne suspectée ou poursuivie est présumée innocente tant que sa culpabilité n'a pas été établie. Les atteintes à sa présomption d'innocence sont prévenues, réparées et réprimées dans les conditions prévues par la loi. »

 (introduit par la loi française du 15 juin 2000 sur la présomption d'innocence).
Le CPP prévoit également, dans son article 304, le rappel de ce principe aux jurés d'assises, lors de leur prestation de serment :

« Vous jurez et promettez […] de vous rappeler que l'accusé est présumé innocent et que le doute doit lui profiter »

De même, l'article 9-1 du code civil, créé en 1993, pose le principe de la présomption d'innocence : 

« Chacun a droit au respect de la présomption d'innocence. »

Il peut prescrire toute mesure telle que la diffusion d'un communiqué. Dans l'article 177-1 du code de procédure pénale, il est précisé que le juge d'instruction peut ordonner la publication intégrale ou partielle de sa décision de non-lieu, même par voie électronique. Elle est faite soit à la demande du ministère public, soit d'office. En matière de presse, la loi sur la liberté de la presse du 29 juillet 1881 introduit la possibilité pour une personne d'insérer un droit de réponse dans un journal l'ayant présenté comme coupable.

## Conséquences pratiques
Qu'elle ait lieu à l'audience ou lors d'une procédure séparée, l'application de la présomption d'innocence suppose une instruction, au cours de laquelle on examine les faits à charge et à décharge et l'on confronte les preuves réunies par les deux parties. Cette instruction peut s'achever par une ordonnance de non-lieu si les faits ne peuvent pas être clairement établis. La publicité donnée à l'accusation sans contrepartie dans les organes de presse imprimés ou audiovisuels est alors considérée comme une diffamation sauf publication d'une information concernant le non-lieu. En France, cette publication est prévue par la loi du 4 janvier 1993 ; le juge d'instruction ou la chambre d'accusation sont à même d'en préciser les termes.

En France, l'article 9-1 du code civil décrit la présomption d'innocence assortie de la possible réparation de ses atteintes : 

« Chacun a droit au respect de la présomption d'innocence. Lorsqu'une personne est, avant toute condamnation, présentée publiquement comme étant coupable de faits faisant l'objet d'une enquête ou d'une instruction judiciaire, le juge peut, même en référé, ordonner l'insertion d'une rectification ou la diffusion d'un communiqué aux fins de faire cesser l'atteinte à la présomption d'innocence, sans préjudice d'une action en réparation des dommages subis et des autres mesures qui peuvent être prescrites en application du nouveau code de procédure pénale et ce, aux frais de la personne physique ou morale, responsable de l'atteinte à la présomption d'innocence. »

L'atteinte aux droits de la défense comme l'atteinte à la présomption d'innocence sont sanctionnées par la loi.
- La charge de la preuve incombe à l'accusation, c'est-à-dire au ministère public. Cette charge porte sur deux points : la réalité de l'infraction en regard de sa définition de droit et la culpabilité du prévenu ou de l'accusé. La présomption d'innocence demeure si la preuve de la culpabilité de l'accusé a été obtenue de façon déloyale ou faussée.
- le prévenu ou l'accusé doit être jugé par un tribunal indépendant et impartial. Outre l'indépendance du juge à l'égard du pouvoir politique, le droit est accordé à la défense de récuser les jurés populaires (si le niveau de juridiction exige leur présence) arbitrairement et l'on s'assure que les témoins ne sont subordonnés en aucune manière à l'une ou l'autre des parties. Dans le cas où une subordination se révèle, aucun serment n'est exigé d'eux en sorte que leur témoignage revêt moins d'importance juridique (la loi punit le faux témoignage porté sous serment). Il va de soi que ne serait pas impartial le tribunal qui jugerait une personne accusée d’une infraction dont le juge est ou se prétend lui-même la victime.
- Le prévenu ou l'accusé ne peut être contraint de s'accuser lui-même : c'est le sens du droit de garder le silence.
- Pour le déclarer coupable, le juge doit être convaincu hors de tout doute raisonnable de la culpabilité du prévenu ou de l’accusé ; si un doute subsiste quant à la culpabilité du prévenu ou de l'accusé, ce doute doit lui profiter, c'est-à-dire qu'il devra être acquitté ou relaxé « au bénéfice du doute », selon une expression idiomatique (« In dubio pro reo »).
- Le prévenu ou l'accusé doit bénéficier de tous les moyens pour sa défense : toutes preuves amassées contre lui, toutes dépositions, du droit de contre-interrogation des témoins.

Il faut donc apporter la preuve de l'élément légal (texte sur lequel on fonde les poursuites) ainsi que la preuve de l'élément matériel. La loi prévoit des présomptions. Le Conseil Constitutionnel a validé le 16 juin 1999 l'utilisation de présomptions à titre exceptionnel mais elles ne peuvent pas être des présomptions irréfragables. Il faut également assurer le respect des droits de la défense pour permettre à la personne soupçonnée de se défendre pour des faits qui induisent raisonnablement la vraisemblance de l'imputabilité (exemples : l'article 225-6 du Code Pénal ou l'article 121-3 du Code de la route).
La preuve de l'élément moral va être différente selon qu'il s'agit d'une infraction intentionnelle ou pas. Il faut prouver la négligence ou l'imprudence, il existe des éléments intentionnels qui n'existent pas[pas clair] (exemple : pour la publicité mensongère). La charge de la preuve des causes de non-imputabilité pèse sur la personne poursuivie. Le juge ne peut pas refuser l'examen médical.

## La présomption de culpabilité
Dans le cas de très rares exceptions comme l'infraction de proxénétisme, la présomption de culpabilité remplace celle d'innocence. Cela doit rester exceptionnel, ne pas être irrréfragable (incontestable) et il doit y avoir une preuve claire d'imputabilité,.  
Pour le Conseil constitutionnel, une décision est prise en 1999 : « Il résulte de l'article 9 de la Déclaration de 1789 qu'en principe le législateur ne saurait instituer de présomption de culpabilité en matière répressive. Toutefois, à titre exceptionnel, de telles présomptions peuvent être établies, notamment en matière contraventionnelle, dès lors qu'elles ne revêtent pas de caractère irréfragable, qu'est assuré le respect des droits de la défense et que les faits induisent raisonnablement la vraisemblance de l'imputabilité. En outre, s'agissant des crimes et délits, la culpabilité ne saurait résulter de la seule imputabilité matérielle d'actes pénalement sanctionnés. » 
Elle reste applicable avec une décision du 16 septembre 2011 et publiée le 17 dans le Journal officiel, malgré la loi du 15 juin 2000 renforçant la protection de la présomption d'innocence et les droits des victimes.  

## En dehors du droit pénal
- L'application de l'article 9-1 du Code civil qui pose le principe de la présomption d'innocence : Chacun a droit au respect de la présomption d'innocence peut se révéler difficile. Comme c'est une procédure civile, c'est en effet à la personne qui s'estime victime de la violation de l'article 9-1 de citer son adversaire devant le tribunal et d'apporter tous les éléments de preuve à l'appui de sa demande de réparations. Cette preuve peut se révéler difficile à rapporter : problèmes d'accès aux archives des informations radiodiffusées et télévisées, presse écrite publiée loin du lieu de résidence de la personne mise en cause, diffusion des informations fautives pendant la période de garde à vue ou de détention provisoire de la personne mise en cause. Enfin cet article ne protège pas une personne qui ne fait pas officiellement l'objet de poursuites, par exemple si elle n'est pas mise en examen à l'issue de la période de garde à vue.
- Pour le juge administratif, le droit à la présomption d'innocence est une liberté fondamentale (CE, ord. réf. 14 mars 2005, no 278435[7], Bruno Gollnisch)

## Présomption d'innocence des morts
La présomption d'innocence est ce que l'on appelle un « droit subjectif ». Il est consacré à l'article 9-1 du code civil, qui dispose que « chacun a droit au respect de la présomption d'innocence ». Or, ce droit, qui fait partie du patrimoine juridique de toute personne, disparaît avec la mort. Il ne se transmet pas aux héritiers (un arrêt de la cour d'appel de Paris, rendu le 21 septembre 1993, publié à la RTD civ. 1994, p. 74, le rappelle). Seul l'intéressé pouvant faire valoir le respect de la présomption de son innocence, et par extension, la présomption d'innocence tout court, la présomption d'innocence ne s'applique donc pas aux morts.
On pourrait prendre comme exemple le cas de l'accusé dans l'affaire des disparus de Mourmelon, Pierre Chanal, qui s'est suicidé le premier jour de son procès d'assises. L'accusé est mort présumé innocent, son suicide ayant éteint l'action publique à son encontre avant que la culpabilité n'ait été établie. Mais ses héritiers, par exemple, ne pourraient pas valablement saisir un juge pour faire respecter son droit au respect de la présomption d'innocence ; leur demande serait irrecevable. Chacun est donc en droit de le présenter comme coupable.
Le droit ne soulève en fait pas la question de la présomption d'innocence pour un justiciable décédé, le décès du suspect entraînant l'extinction de l'action publique (article 6 du code de procédure pénale).
Néanmoins, les défunts bénéficient, sous certaines conditions, d'une protection quant aux injures et aux diffamations portées contre leur mémoire ; cette protection est assurée par l'article 34 de la loi du 29 juillet 1881.

## Psychiatrie
En France, une personne peut également être privée de sa liberté sur simple avis médical. Il n'y a alors pas inculpation. Ainsi, l'article L3213-1 du code de la santé publique permet au « représentant de l'État dans le département de prononcer par arrêté, au vu d'un certificat médical circonstancié ne pouvant émaner d'un psychiatre exerçant dans l'établissement d'accueil, l'admission en soins psychiatriques des personnes dont les troubles mentaux nécessitent des soins et compromettent la sûreté des personnes ou portent atteinte, de façon grave, à l'ordre public. » La loi n'impose aucune accusation formelle, comme un dépôt de plainte. Seul le certificat médical fait foi.
Toutefois, conformément à l'article 9 de la Déclaration des droits de l'homme et du citoyen de 1789, à l'article préliminaire du Code de procédure pénale et à l'article 9-1 du code civil, une personnes en soins sans consentement, comme tout citoyen égal devant la loi, continue de bénéficier de la présomption d'innocence.
Un psychiatre ne peut accuser son patient d'avoir commis une infraction pour justifier son internement: la constatation et la condamnation d'une infraction n'appartiennent qu'à l'autorité judiciaire seule, et non au pouvoir exécutif ou à un médecin privé.
Un psychiatre peut constater dans son certificat ce qu'il a vu, ce qu'il a entendu mais il ne peut présenter comme vrai ce qui lui a été rapporté, en particulier si ce qui est rapporté est une infraction.
Si les faits rapportés ne faisaient finalement pas l'objet de poursuites, le psychiatre pourrait à son tour faire l'objet de poursuite de la part de son patient pour dénonciation calomnieuse au titre de l'article 226-10 du Code pénal.
Les soins psychiatriques sans consentement n'ont pas pour fonction d'être une justice parallèle, dans laquelle le psychiatre est juge et bourreau, et le patient un accusé sans droit et sans présomption d'innocence.